# Jarl (nome)
Jarl  è un nome proprio di persona danese, svedese e norvegese maschile.

## Varianti
- Maschili: Jarle[1]
- Femminili: Erle (norvegese)[1]

## Origine e diffusione
Continua il titolo norreno Jarl, che vuol dire "capo", "nobile", "guerriero"; è imparentato con il nome inglese Earl.
È presente nella mitologia norrena, dove Jarl era figlio del dio Ríg, fondatore di una stirpe di guerrieri.

## Onomastico
Questo nome non ha santo patrono, quindi è adespota. L'onomastico può essere festeggiato in occasione di Ognissanti, il 1º novembre.

## Persone
- Jarl Kulle, attore svedese

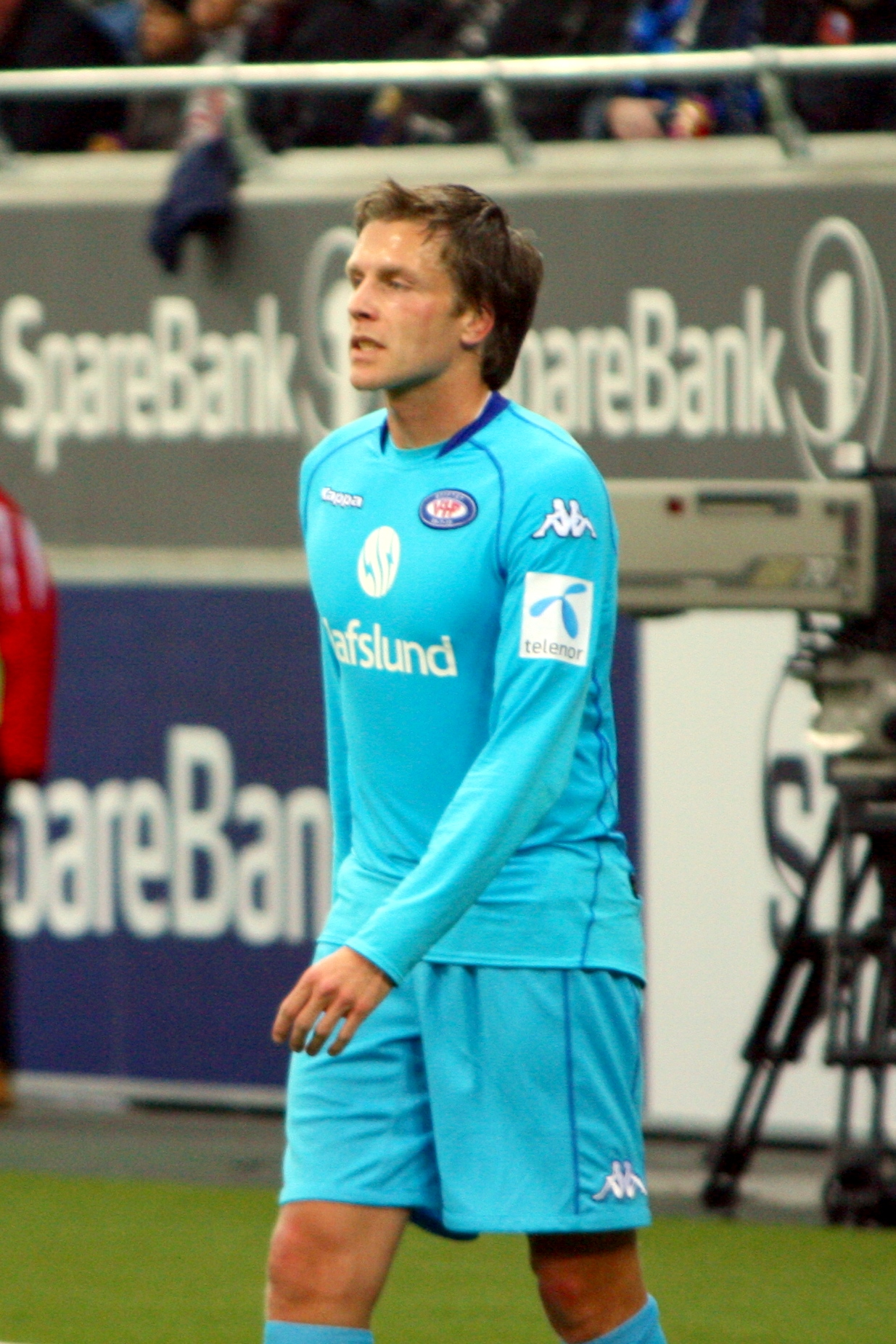
Jarl André Storbæk

- Jarl Waldemar Lindeberg, matematico e statistico finlandese
- Jarl André Storbæk, calciatore norvegese

### Variante Jarle
- Jarle Flo, calciatore norvegese
- Jarle Halsnes, sciatore alpino norvegese
- Jarle Kvåle, bassista norvegese
- Jarle Ødegaard, calciatore norvegese
- Jarle Steinsland, calciatore norvegese